# Burebista
 (janvier 2025).

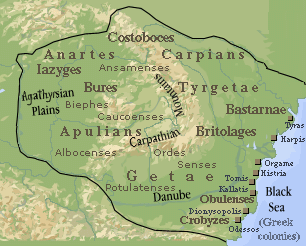
La confédération dace de Burebista en 82 av. J.-C.

Burebista est un roi des Daces qui règne de 82 av. J.-C. à 42 av. J.-C..

## Biographie
Burebista est son surnom royal, en grec Βυρεβίστας, signifiant peut-être « maître des taureaux » : son patronyme d'origine n'est pas mentionné par les chroniqueurs grecs tels Strabon ou Jordanes qui décrivent en revanche ses campagnes, et divers rituels se tenant sur une montagne appelée Kogaionon (ou Kagaion, la montagne sacrée). Burebista avait pour principal conseiller un grand prêtre nommé Décénée (Dikinéos, Dicineus ou Deceneus) qui détenait « presque tous les pouvoirs royaux » et rappelait aux Daces leurs lois éthiques et religieuses, liées aux rythmes saisonniers et agricoles. Si ces relations sont exactes, Burebista n'était en fait qu'un général en chef, mais dans l'historiographie roumaine moderne, empreinte de protochronisme, il est présenté comme un « roi », et sa confédération comme le « royaume de Dacie ».
Il a confédéré des populations daces, thraces et autres depuis la rivière Hercinica à l'ouest, jusqu'au Hypanis à l'est, et des Carpates du nord aux Monts Hæmos au sud. Sa capitale, Argedava ou Sargedava, se trouve près de Costeşti, aujourd'hui dans le sud-ouest de la Roumanie.

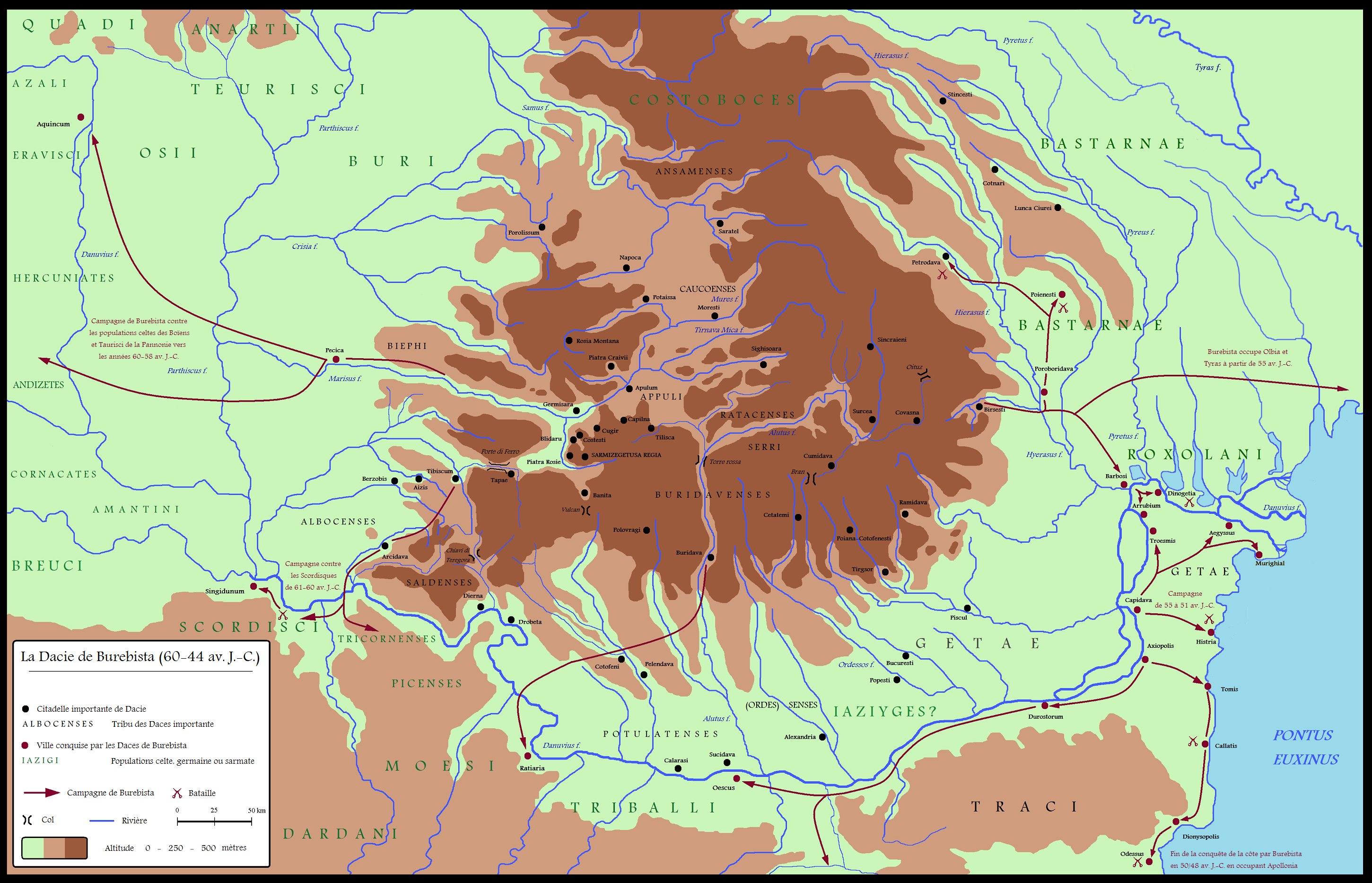
Campagnes militaires de Burebista (60/44 av. J.-C.)

Au sud du Danube, le proconsul de la province romaine de Macédoine est alors le général Varro Lucullus. Lors des guerres de Mithridate (74 av. J.-C.–72 av. J.-C.), il soumet les cités grecques des bords du Pont Euxin. Les habitants des cités soumises appellent à leur secours Burebista qui, devenant l'allié de Mithridate VI, bat l'armée romaine de Caius Antonius Hybrida près des bouches de l'Istros. Les cités grecques de Histria, Tomis, Callatis, Dionysopolis, Odessos et Apollonie recouvrent leurs libertés mais sont économiquement intégrées à sa confédération.
Burebista contrôle dès lors les bouches du Danube et leurs abords, conquiert une cité nommée Aliobrix (Vulturu, commune de Kartal/Orlivka, en Bessarabie, actuellement en Ukraine : peut-être un nom celte, peut-être une déformation de Λυκοϐρίσσι-Lykovrissi, « la source des loups »), soumet les cités grecques de Harpis, Tyras et Nikonion, mais échoue devant Olbia pontique et Alektor.
Après la mort de Mithridate VI, Burebista intervient en 48 av. J.-C. dans la rivalité entre Jules César et Pompée et appuie ce dernier comme allié. Trois ans plus tard, César bat son adversaire Pompée et envisage d'envoyer ses légions punir Burebista, mais il est assassiné aux ides de mars en 44 av. J.-C.
La même année, Burebista est lui aussi assassiné et sa confédération se défait. Son successeur Cotiso ne parvient pas à stabiliser les peuples daces qui entrent dans une période d'anarchie politique.